# Heliamphora pulchella
Heliamphora pulchella este o specie de plante carnivore din genul Heliamphora, familia Sarraceniaceae, ordinul Ericales, descrisă de Wistuba, Carow, Harbarth și Amp; Nerz. Conform Catalogue of Life specia Heliamphora pulchella nu are subspecii cunoscute.

## Galerie de imagini

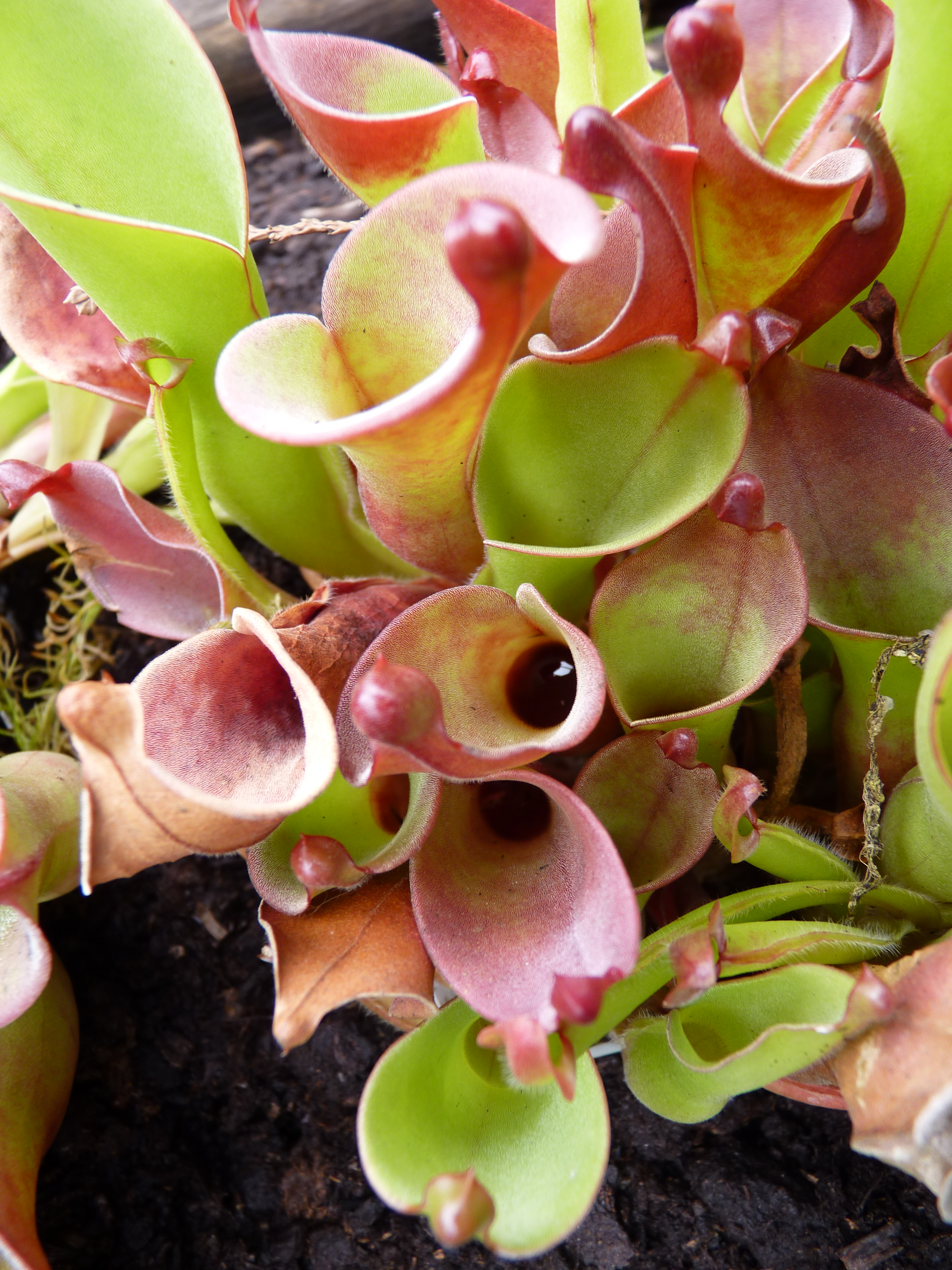
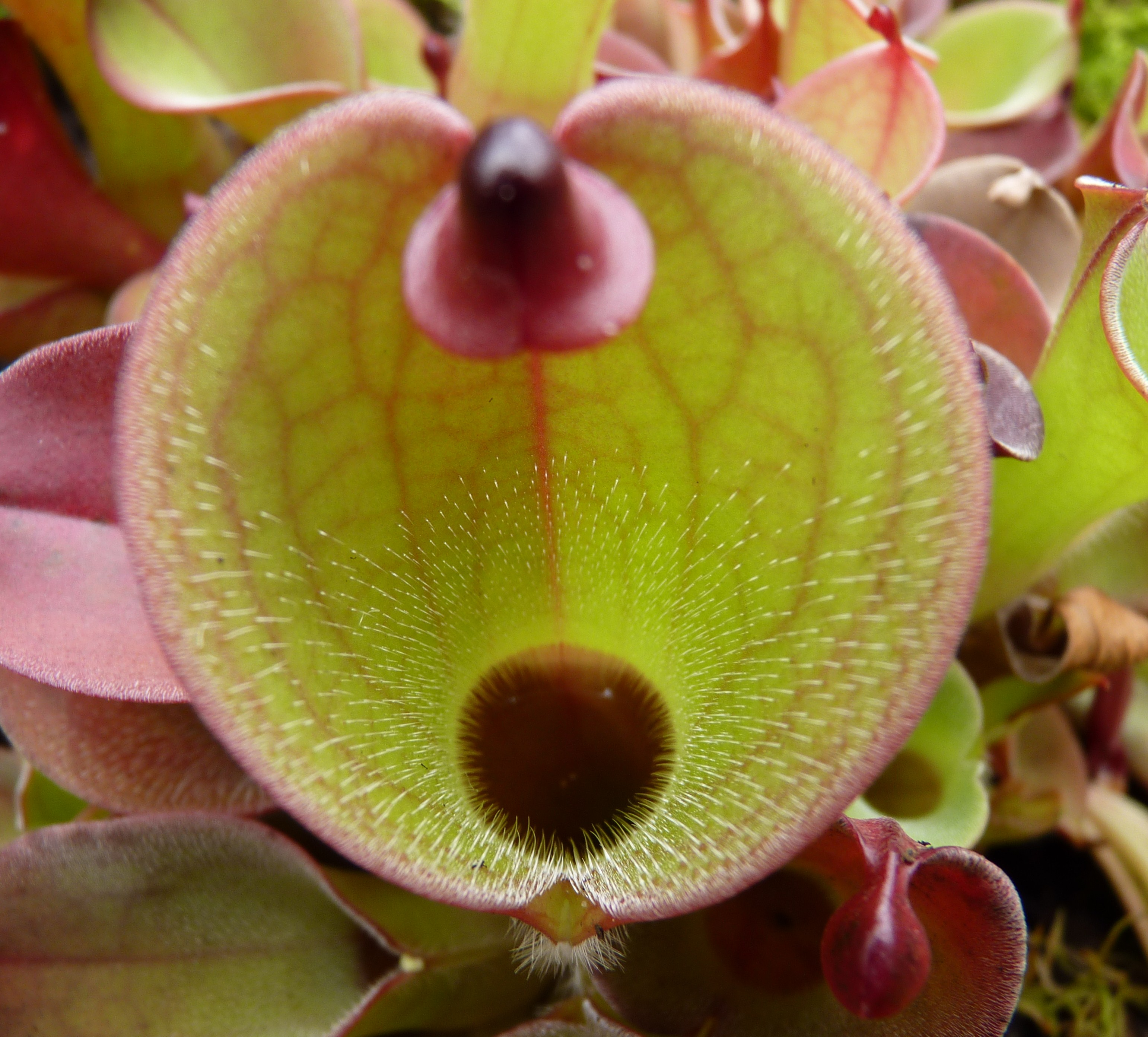
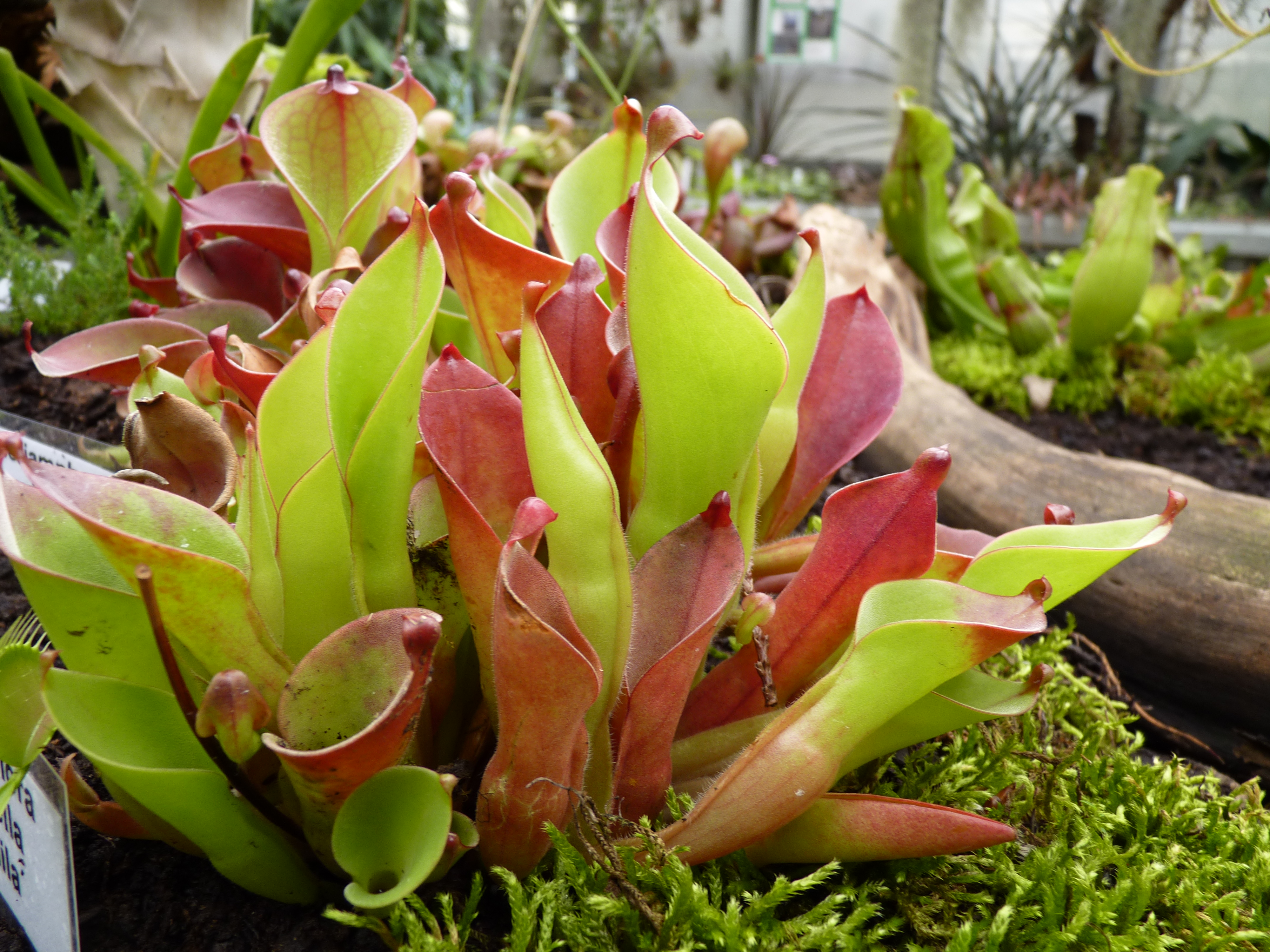
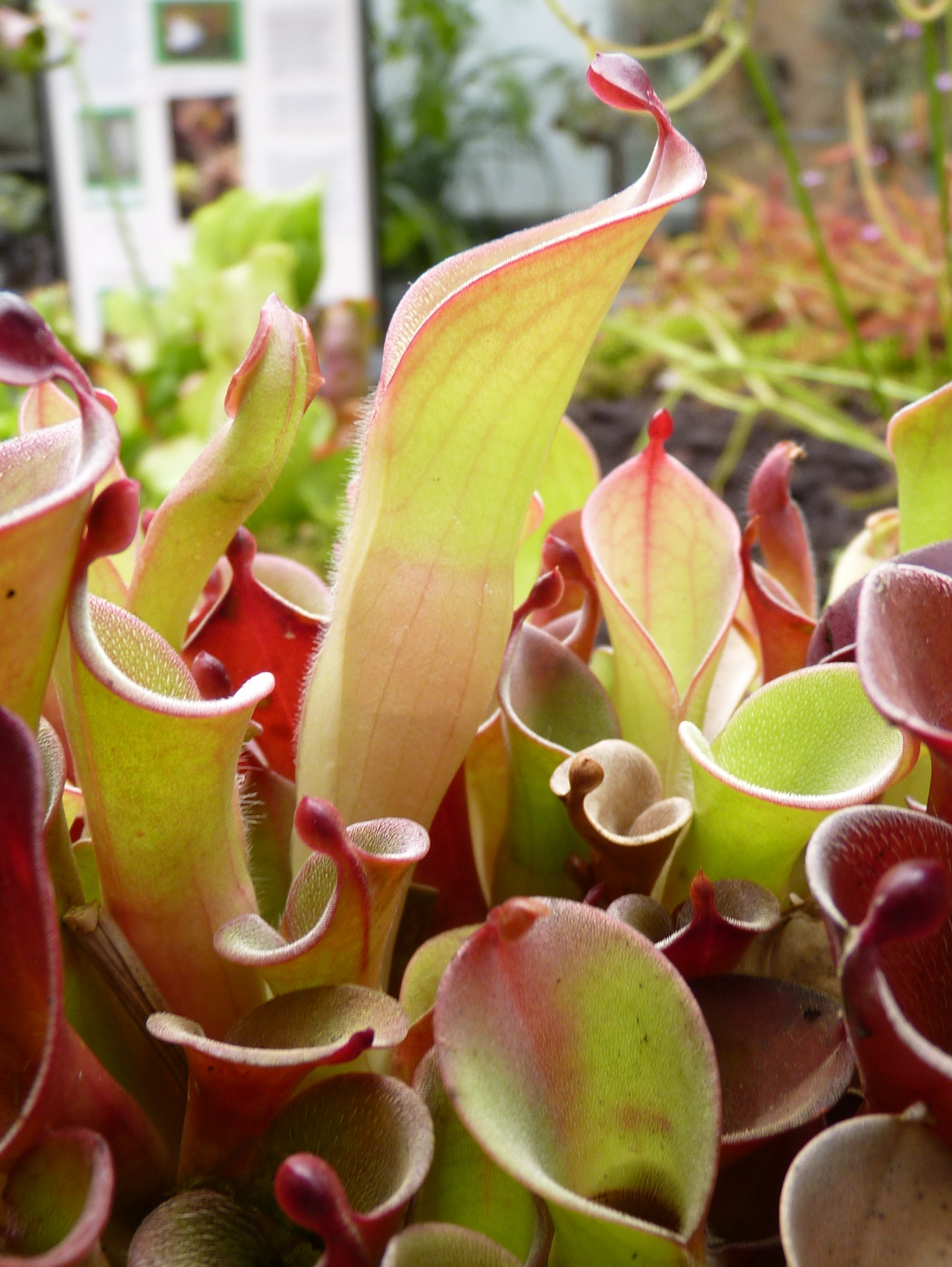
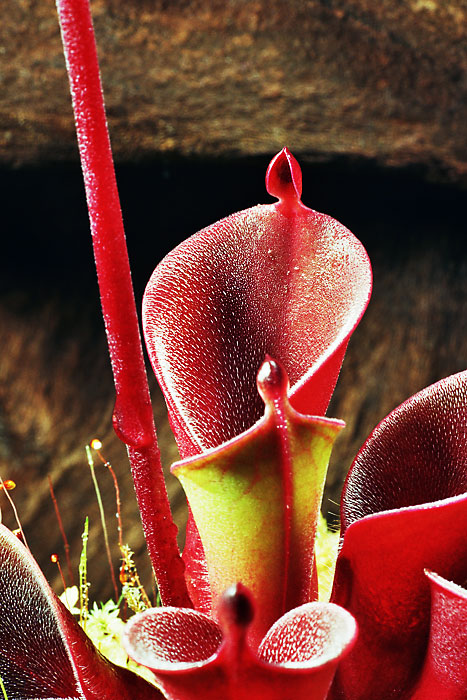
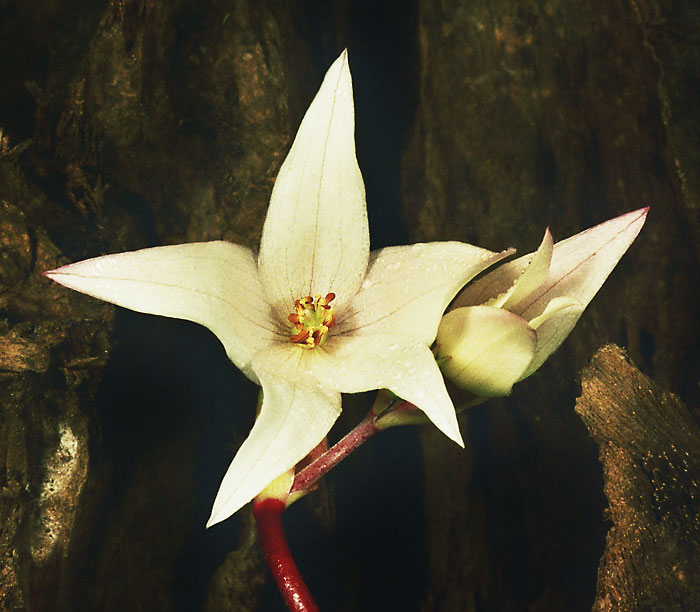